# 布列坦尼亚桥

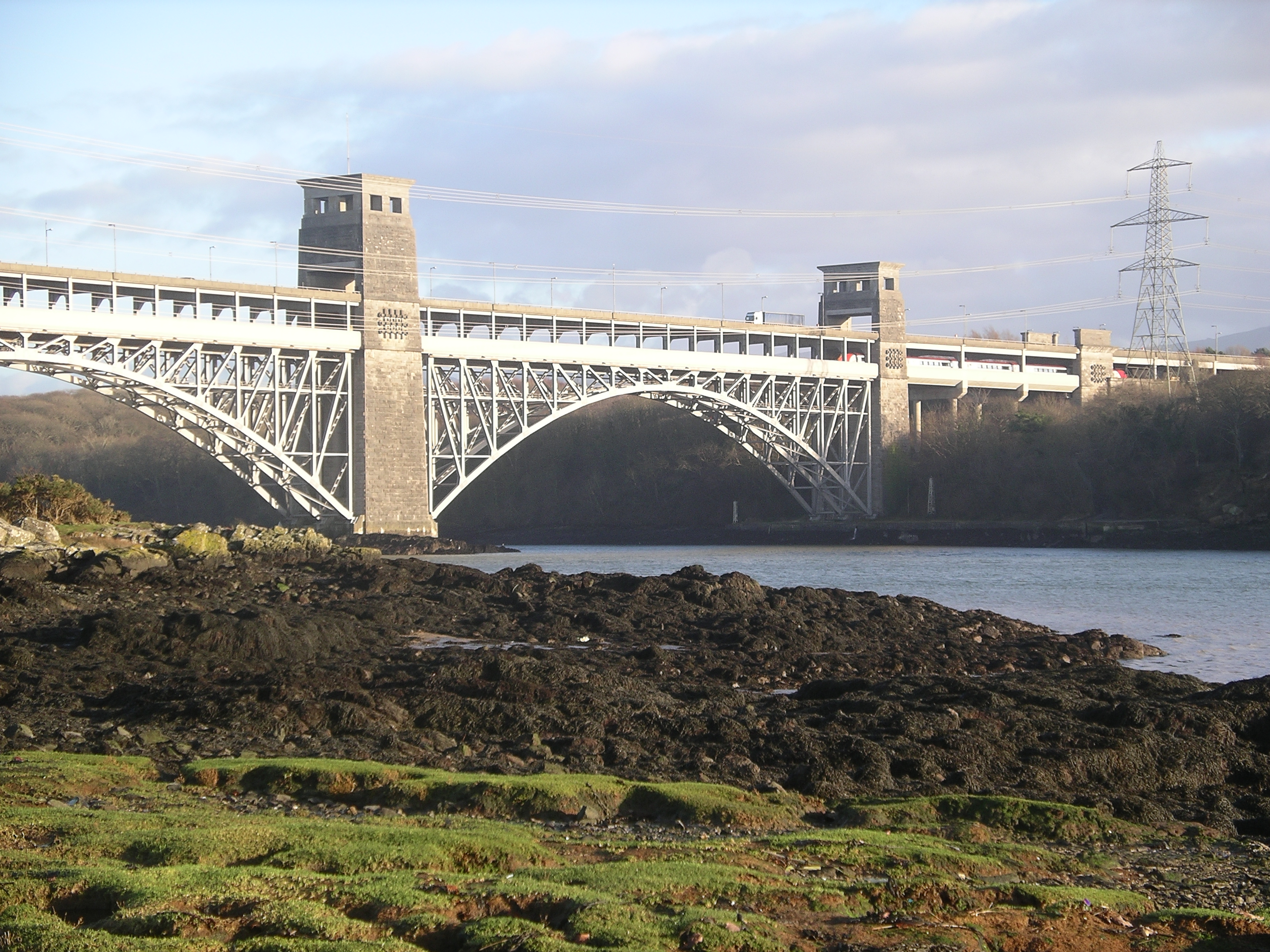
布列坦尼亚桥

布列坦尼亚桥是位於威爾斯的一座横跨梅奈海峡的桥梁，桥梁兩邊分別是安格尔西岛和班戈。它由铁路工程师羅伯特·史蒂芬生设计和建造。 1846年4月10日，不列颠尼亚大桥奠基。1850年3月5日，布列坦尼亚桥正式竣工。1966年3月3日，布列坦尼亚桥成為登錄建築。 1970年5月，布列坦尼亚桥发生火灾，此次火災對大橋造成严重破坏，大橋因而无法修复。之後大桥分阶段进行重建，1972年，布列坦尼亚桥重新开放。當時布列坦尼亚桥是一座单层的钢桁架拱桥，而且只能通行火車。1980年，第二層布列坦尼亚桥开放，這意味著汽車可以從橋上駛過。